# Spór zbiorowy
Spór zbiorowy może być sporem o prawa lub sporem o interesy, może dotyczyć warunków pracy, płac lub świadczeń socjalnych oraz także praw i wolności związkowych pracowników. Stronami sporu zbiorowego jest pracodawca i pracownicy, reprezentowani przez związki zawodowe. Prawa i interesy pracodawców mogą być także reprezentowane przez organizację pracodawców.

## Rozwiązywanie sporu zbiorowego
1. Związek zawodowy przedstawia warunek pracodawcy.
2. Pracodawca może rozwiązać spór w drodze porozumienia (ma na to 3 dni od dnia wypowiedzenia warunku).
3. Brak porozumienia zobowiązuje strony do powołania mediatora.
4. Brak postępu w rozmowach upoważnia związek zawodowy do dwugodzinnego strajku ostrzegawczego.
5. Nieosiągnięcie ostatecznego porozumienia upoważnia związek do podjęcia akcji strajkowej.
6. Strajk jest środkiem ostatecznym.